# Hubertus Schulte Herbrüggen
Hubertus Schulte Herbrüggen (* 12. August 1924; † 12. September 2020 in Erkrath) war ein deutscher Anglist und Hochschullehrer.

## Leben und Wirken
Hubertus Schulte Herbrüggen studierte Anglistik, Germanistik und Kunstgeschichte an der Universität Münster. Dort promovierte er 1960 mit einer Dissertation zur literarischen Utopie in Europa. Ab 1961 war er an dieser Universität als wissenschaftlicher Assistent tätig und habilitierte sich im Jahre 1968. Nach Lehrstuhlvertretungen an den Universitäten Bonn und Münster übernahm er 1970 eine ordentliche Professur für Englische Philologie (Schwerpunkt: Englische Renaissance) an der Universität Düsseldorf. Emeritiert wurde er dort 1989.
Schulte Herbrüggen beschäftigte sich besonders mit dem Leben und Werk von Thomas Morus, wirkte an Ausstellungsprojekten hierzu mit und hielt zahlreiche Vorträge hierüber. Er gehörte u. a. zu den Mitbegründern der Thomas-Morus-Gesellschaft und hielt sich mehrfach zu Forschungsaufenthalten in den USA und Großbritannien auf.

## Veröffentlichungen (Auswahl)
- Utopie und Anti-Utopie. Von der Strukturanalyse zur Strukturtypologie (= Beiträge zur englischen Philologie, Bd. 43). Pöppinghaus, Bochum-Langendreer 1960n (= Dissertation Universität Münster).
- Atomkrieg und christliche Ethik. In: Rudolf Fleischmann u. a.: Atomare Kampfmittel und christliche Ethik. Diskussionsbeiträge deutscher Katholiken. Kösel, München 1960, S. 134–160.
- (Hrsg.): Thomas Morus / Neue Briefe. Mit einer Einführung in die epistolographische Tradition (= Neue Beiträge zur englischen Philologie, Bd. 5). Aschendorff, Münster 1966.
- (mit Joseph B. Trapp): ‘The King’s good servant’ Sir Thomas More. 1477/8 – 1535. Publ. for the exhibition held at the National Portrait Gallery 25 nov. 1977 to 12 march 1978. Boydell Press, Ipswich 1977, ISBN 0-85115-095-0.
- Das Haupt des Thomas Morus in der St. Dunstan-Kirche zu Canterbury. Westdeutscher Verlag, Opladen 1982, ISBN 3-531-03083-3.
- (Mithrsg.): Thomas Morus / Werke. Sechs Bände. Kösel, München 1983–1988.
- (Hrsg.): Albrecht Haushofer / Thomas Morus. Unvollendetes tragisches Schauspiel. Schöningh, Paderborn 1985, ISBN 3-506-73755-4.
- Thomas Morus (1477/78–1535). In: Erwin Iserloh (Hrsg.): Katholische Theologen der Reformationszeit. Bd. 2. Aschendorff, Münster 1985, S. 66–81, ISBN 3-402-03344-5.
- (Mitautor): Thomas Morus 1477/78 – 1535. Humanist – Staatsmann – Märtyrer. Ausstellung des Moreanum, Anglistisches Institut der Universität Düsseldorf, in der Stadtbibliothek Nürnberg (Pellerhaus), 8. Mai – 19. Juni 1987. Fink, München 1987, ISBN 3-7705-2432-2.
- Wo ist dein Bruder Abel? Brudermord: Ein biblischer Motivtypus und seine Variationen in der englischen Literatur bis Shakespeare. In: Franz Link (Hrsg.): Paradeigmata. Literarische Typologie des Alten Testaments. Bd. 1. Duncker & Humblot, Berlin 1989, S. 181–202, ISBN 3-428-06722-3.
- Das Düsseldorfer Exemplar der ersten Folioausgabe von The Workes of Sir Thomas More 1557 (das Huth/Burns/Leyel/Borowitz-Exemplar) (= Schriften der Universitätsbibliothek Düsseldorf, Bd. 14). Düsseldorf 1992.
- (Hrsg.): Thomas Morus / Morus ad Craneveldium, litterae Balduinianae novae. More to Cranevelt, new Baudouin letters. Humanistica Lovaniensia. Supplementa, Bd. 11. Leuven University Press, Leuven 1997, ISBN 90-6186-792-4.
- Unterschiedliche Frömmigkeitsformen zwischen Mittelalter und Renaissance. Das Gebetbuch Kaiser Maximilians I. und Thomas More’s Prayer Book. In: Johannes Laudage (Hrsg.): Frömmigkeitsformen in Mittelalter und Renaissance (= Studia humaniora, Bd. 37). Droste, Düsseldorf 2004, S. 361–390, ISBN 3-7700-0846-4.

Festschrift
- Christoph M. Peters/Friedrich-K. Unterweg (Hrsg.): Thomas More ... and more. Freundesgabe für, Liber Amicorum for Hubertus Schulte Herbrüggen. Lang, Frankfurt/M. 2002, ISBN 0-8204-5489-3.